# 戈弗雷·哈罗德·哈代
戈弗雷·哈羅德·哈代（英語：Godfrey Harold Hardy，1877年2月7日—1947年12月1日），英国數學家，出生于英格兰萨里郡，在剑桥大学三一学院毕业，其后在剑桥大学、牛津大学任教并成为英国皇家学会成员。他长期担任牛津大学和剑桥大学的数学教授职位，与另一位英国数学家利特尔伍德进行了长达35年的合作，发表了过百篇论文，主要涉及数论中的丢番图逼近，堆垒数论；素数分布理论与黎曼函数；调和分析中的三角级数理论，发散级数求和与陶伯型定理，不等式，积分变换与积分方程等方面，对分析学和数论的发展有深刻的影响。他被认为是二十世纪英国分析学派的代表人物。
哈代在数学界外较为人所知的是他在1940年關於數學之美的隨筆－。书中包括了他对纯数学和数学应用的看法，經常被認為是寫給外行人的著作中，對於一位在工作中的數學家心靈最好的見解。
從1914年開始，哈代成為印度數學家斯里尼瓦瑟·拉馬努金的導師，生成了一段著名的關係。哈代很快的發現拉馬努金沒受高等教育卻表現出眾的才華，兩人之後成為親密的合作者。在保羅·艾狄胥的訪問中，哈代被問到什麼是他自己對數學最大的貢獻，他不加思索的回答是發現了拉馬努金。他稱他們之間的合作關係為：「我人生中的一個浪漫的意外」（the one romantic incident in my life.）。

## 生平

### 早年求学
哈代於1877年2月7日出生在英格兰萨里郡克兰利的一个教师家庭里。父亲是当地私立中学克兰利中学的教师和财务主管（Bursar），母亲是林肯教区师范培训学校（Lincoln Diocese Training College for teachers）的高级学位讲师。哈代的父母亲都有着良好的数学造诣，但由于出身贫寒，并未能在大学深造。哈代童年的时候，就已经表露出与数学的缘分。他两岁的时候，曾经不断地写数字直到一百万，在教堂里做礼拜的时候，他以对圣诗中的数字做质因数分解为乐趣。但他在回忆中表示自己童年时并不喜爱数学：
|  | I do not remember having felt, as a boy, any passion for mathematics, and such notions as I may have had of the career of a mathematician were far from noble. I thought of mathematics in terms of examinations and scholarships: I wanted to beat other boys, and this seemed to be the way in which I could do so most decisively. 我记得小时候我并不喜欢数学，在我身上也许有成为数学家的特质，但并不突出。我认为数学就是测验和奖学金：我希望击败其他的人，而用数学来做这件事是我最擅长的。 |

因为父亲的关系，哈代进入克兰利中学就读，成绩优异。12岁毕业后，由于在数学方面的成绩，得到了温切斯特公学的奖学金。1896年，哈代从温切斯特公学毕业，进入剑桥大学三一学院学习。经过著名教师罗伯特·拉姆塞·韦伯两年的指导，哈代在剑桥大学数学荣誉学位考试中取得第四名的成绩毕业。在剑桥大学学习期间，哈代加入了剑桥使徒会，剑桥大学的一个秘密精英社团。
在大学的学习生涯中，有两件事情让哈代十分不满。第一是他的宗教信仰问题。哈代在离开温切斯特公学时已经决定不会信仰上帝。而三一学院有不少必须的礼拜仪式。哈代无法做到虔诚地礼拜，而且也不愿在此问题上蒙混过关，导致他和教长的关系十分不好。第二件事是哈代对韦伯的应试式教育方式十分不满。在哈代看来，韦伯只專注于应试技巧，而对数学本身并不热爱。这使哈代十分失望。他开始转向另一位教师乐甫。哈代自言受影响颇深的是乐甫推荐他阅读的由当时法国综合理工学院数学教师卡米尔·若尔当写的《分析学教程》（Cours d'analyse de l'École Polytechnique）。哈代自学了这位法国数学家的教材，其中带有的欧洲大陆数学的精确风格对哈代产生了重大影响。他在自传中回忆：
|  | My eyes were first opened by Professor Love, who first taught me a few terms and gave me my first serious conception of analysis. But the great debt which I owe to him was his advice to read Jordan's "Cours d'analyse"; and I shall never forget the astonishment with which I read that remarkable work, the first inspiration for so many mathematicians of my generation, and learnt for the first time as I read it what mathematics really meant. 首先让我打开眼界的是乐甫教授。他首先教会了我一些数学用语，让我首次对分析学有了严谨的概念。然而他对我最大的恩惠是建议我读了若尔当的《分析学教程》。我永远无法忘记我阅读这本杰作时心中的震撼。这本书让我这一代的许多数学家获得了最初的激励，也让我头一次懂得了数学的真谛。 |

1900年，哈代以第一名的成绩通过了数学荣誉学位考试第二部分的测试，并获得了三一学院研究员（fellow of Trinity）的职位。1901年，哈代和金斯一道获得了剑桥大学颁发的史密斯奖。1903年，哈代获得硕士学位（M.A.）。1906年，哈代开始在剑桥大学任教，每周教课六小时。这使得哈代有足够时间展开自己的研究。

### 学术研究与合作
哈代的学术生涯在1911年迎来了最重要的变化。1911年以前，哈代在将级数和积分收敛性方面的研究上有不少成果，并让他成为了英国皇家学会会员。博吉尔在《科学传记辞典》中这样写道：
|  | ...[Hardy] wrote many papers on the convergence of series and integrals and allied topics. Although this work established his reputation as an analyst, his greatest service to mathematics in this early period was A course of pure mathematics (1908). This work was the first rigorous English exposition of number, function, limit, and so on, adapted to the undergraduate, and thus it transformed university teaching. ……（哈代）写了不少有关级数和积分收敛性的论文。这些文章让他建立了作为分析学家的地位。然而他早期学术生涯中最重要的数学贡献应该是1908年的《纯数学教程》。此书是国内首次将数论、函数、极限等概念以严谨的方式，用适于大学生的方式呈现的教材，深刻改变了大学教育。 |

对这段时期，哈代自己则这样回忆：
|  | I wrote a great deal... but very little of any importance; there are not more than four of five papers which I can still remember with some satisfaction. 我写了很多……但没有什么重要的东西。现在想起来，也就只有四到五篇文章能让我有些满意。 |

1911年，哈代开始和同学院的数学研究员利特尔伍德合作。他们之间的合作关系从此开始，维持了35年。一开始两人的研究方向在数学分析和解析数论上，在华林问题上取得了显著进展，开发出了“哈代－利特尔伍德圆法”。
1913年，哈代数学生涯中又一重要的合作关系随着一封信件拉开序幕。印度的抄写员拉马努金在印度的英国人建议下，向剑桥大学的多名教授寄出了自己在数学上的研究成果。哈代对拉马努金的天赋十分赞赏，邀请他到剑桥来继续数学工作。1914年，一战爆发。利特尔伍德参加了军队，在皇家陆军炮兵服役；哈代则由于身体原因并未通过服役检查。同年，拉马努金应邀来到剑桥，与哈代展开了五年的合作。
1919年，拉马努金因为身体问题，被迫返回印度。另一方面，由于罗素在一战期间参与反战活动，最后被牛津大学免职。哈代趁此机会离开了他很不喜欢的剑桥大学，接替罗素担任了牛津大学萨维尔几何学教授职位。牛津时期是哈代最满意的时期。他一边在牛津任教职，一边与在剑桥大学任职的利特尔伍德合作。这段时期是哈代成果最为丰富的时期。他自己在回忆时认为：
|  | I was at my best at a little past forty, when I was a professor at Oxford. 刚过四十的时候，我的状态是最好的。那时我在牛津任教授。 |

除了学术上的活动，哈代还在1924年至1926年间出任过英国科学工作者协会（工会性质）的理事长。哈代曾经嘲讽自己的职位是“世界上最不实用的职业里最不实用的成员”，但他在遇到重大事件时仍会审慎地负责处理。1928年至1929年，哈代曾经到美国普林斯顿大学做过一年的访问教授，同时美国数学家维布伦则到三一学院任教一年作为交换。1931年，哈代从牛津大学回到剑桥大学，接替欧内斯特·威廉·霍布森担任萨德莱数学教授职位，直到1942年。

### 晚年
二十世纪三十年代末以后，哈代的学术活动逐渐减少。哈代是一个坚持年轻人的思想和生活方式的人，他常年参与板球、网球、壁球等运动并保持不俗的水平。然而1939年，哈代患上了冠状动脉血栓，无法继续参加各种运动。1939年二战爆发，让哈代感到更加苦闷。四十年代以后，哈代很少参与学术活动。1940年，哈代的《一个数学家的辩白》出版。1946年，哈代病情加重，曾经试图自杀未遂。
1947年12月1日，哈代在剑桥去世，享年70岁。

## 數學貢獻
哈代是数学界公认的将欧洲大陆（法国、瑞士、德国）的严谨数学风格引入英国的数学家。在19世纪，英国数学界秉承从艾萨克·牛顿以來的实用派数学传统，侧重于数学与实际问题的结合，对数学概念和推导本身的严密性不甚重视。当时剑桥大学的数学研究侧重于研究与流体力学相关的数学理论。哈代以综合理工学院式的严密定义与推导的传统进行研究工作，并逐渐发展出纯数学的概念。
G·H·哈代在數學分析與解析數論上有重要貢獻。他與李特爾伍德合作發展了哈代-李特爾伍德圓法以處理華林問題，並在素數分佈問題上多所斬獲。
儘管哈代偏好純粹數學，他卻是群體遺傳學中哈代-溫伯格定律的發現者之一。

## 與其他數學家的關係
- 英国数学家李特爾伍德，哈代和他一起撰写了很多篇论文。
- 印度數學家拉馬努金：哈代和他是很親密的朋友。有一次保羅·艾狄胥跟哈代做訪問，問及哈代認為自己對數學最大的貢獻為何，他答是發現了拉馬努金。

## 作品
- 《純數學教程（英语：A Course of Pure Mathematics）》，1908年
- ，與愛德華·梅特蘭·賴特合寫，1938年
- 《拉馬努金》，1940年
- ，1940年

## 延伸閲讀
- Kanigel, Robert. . New York: Washington Square Press. 1991. ISBN 0-671-75061-5.
- Snow, C. P. . . London: Macmillan. 1967: 15–46. Reprinted as Snow, C.P. . . By Hardy, G. H. Cambridge University Press. 2012 [1st pub. 1967]. ISBN 978-1-107-29559-9.
- Albers, D.J.; Alexanderson, G.L.; Dunham, W. (编). . Cambridge: Cambridge University Press. 2015. ISBN 978-1-10713-555-0.

## 外部連結
- 戈弗雷·哈罗德·哈代的作品  - 古騰堡計劃
- 互联网档案馆中戈弗雷·哈罗德·哈代的作品或与之相关的作品
- 來自戈弗雷·哈罗德·哈代的LibriVox公共領域有聲讀物
- 約翰·J·奧康納; 埃德蒙·F·羅伯遜, ,  （英语）
- Quotations of G. H. Hardy
- Hardy's work on Number Theory （页面存档备份，存于）